# 黄志平 (新加坡)
黄志平（Ng Chee Peng），新加坡华人，曾在2011年至2014年之间担任新加坡共和国海军部队总长，少将军衔，现任公积金局总裁。

## 生平
黄志平在1989年荣获总统奖学金和新加坡武装部队海外奖学金，在英国牛津大学攻读哲学、政治学及经济学，数年后毕业并获得文学士（一级荣誉）学位。2002年，他获得新加坡武装部队研究生奖学金，前往美国哈佛大学深造，毕业后获得公共行政硕士学位。
黄志平于1988年12月加入新加坡武装部队，在海军部队工作，初期时在导弹炮艇上担任基層军官，随后连续獲派为海虎号主管军官、英勇号反潜作战军官。他在胜利号导弹驱潜快艇上首次当指挥官，随后在国防部总部连续担任海军作战处处长和三军总长府长期参谋处处长。2003年7月，黄志平被任命为导弹驱潜快艇艇队指挥官，随后从2004年1月起兼任第一分遣队司令。从2004年至2011年，他连续担任以下职务：国防部政策司司长（2005年－2007年）、海军舰队司令（2007年－2009年）、海军参谋长（2009年－2010年）和三军参谋长（2010年－2011年）。2011年3月29日，黄志平接替赵文良当海军总长，同年7月1日他的军衔从准将升至少将。他在2014年8月1日卸任，并把海军总长一职交给黎忠汉。
黄志平退伍后在人力部担任副秘书（特别计划），随后在2015年3月15日出任公积金局总裁。
黄志平已婚。他有两个很出色的哥哥。年纪较大的黄志勤在2006年至2009年之间担任过空军总长，现任国防部常任秘书（国防发展）兼卫生部副常任秘书。年纪较小的黄志明在2013年至2015年之间担任新加坡武装部队三军总长。
黄志平在2007年荣获行政功绩奖章（武装部队銀章）。